# José Malagón
José Antonio Malagón Rubio (ur. 28 maja 1988 w Elche) – znany jako Josete, hiszpański piłkarz występujący na pozycji obrońcy w CD Lugo.